# Wald- und Kleingewässerlandschaft zwischen Hohenmin und Podewall
Wald- und Kleingewässerlandschaft zwischen Hohenmin und Podewall este o arie protejată (arie specială de conservare — SAC, sit de importanță comunitară — SCI) din Germania întinsă pe o suprafață de 255 ha, integral pe uscat.

## Localizare
Centrul sitului Wald- und Kleingewässerlandschaft zwischen Hohenmin und Podewall este situat la coordonatele 53°37′46″N 13°17′11″E / 53.6294°N 13.2864°E.

## Înființare
Situl Wald- und Kleingewässerlandschaft zwischen Hohenmin und Podewall a fost declarat sit de importanță comunitară în aprilie 2004 pentru a proteja 2 specii de animale. Situl a fost protejat și ca arie specială de conservare în august 2016.

## Biodiversitate
Situată în ecoregiunea continentală, aria protejată conține 2 habitate naturale: Lacuri eutrofice naturale cu vegetație de tip Magnopotamion sau Hydrocharition, Păduri de fag Asperulo-Fagetum.
La baza desemnării sitului se află mai multe specii protejate de  amfibieni (2): buhai de baltă cu burta roșie (Bombina bombina), triton cu creastă (Triturus cristatus)